# Lampe Aldis
Une lampe Aldis ou lampe à signaux est un projecteur spécialement conçu pour transmettre des signaux lumineux codés selon l'alphabet Morse dénommé SCOTT : Système de Communication Optique Tout Temps.

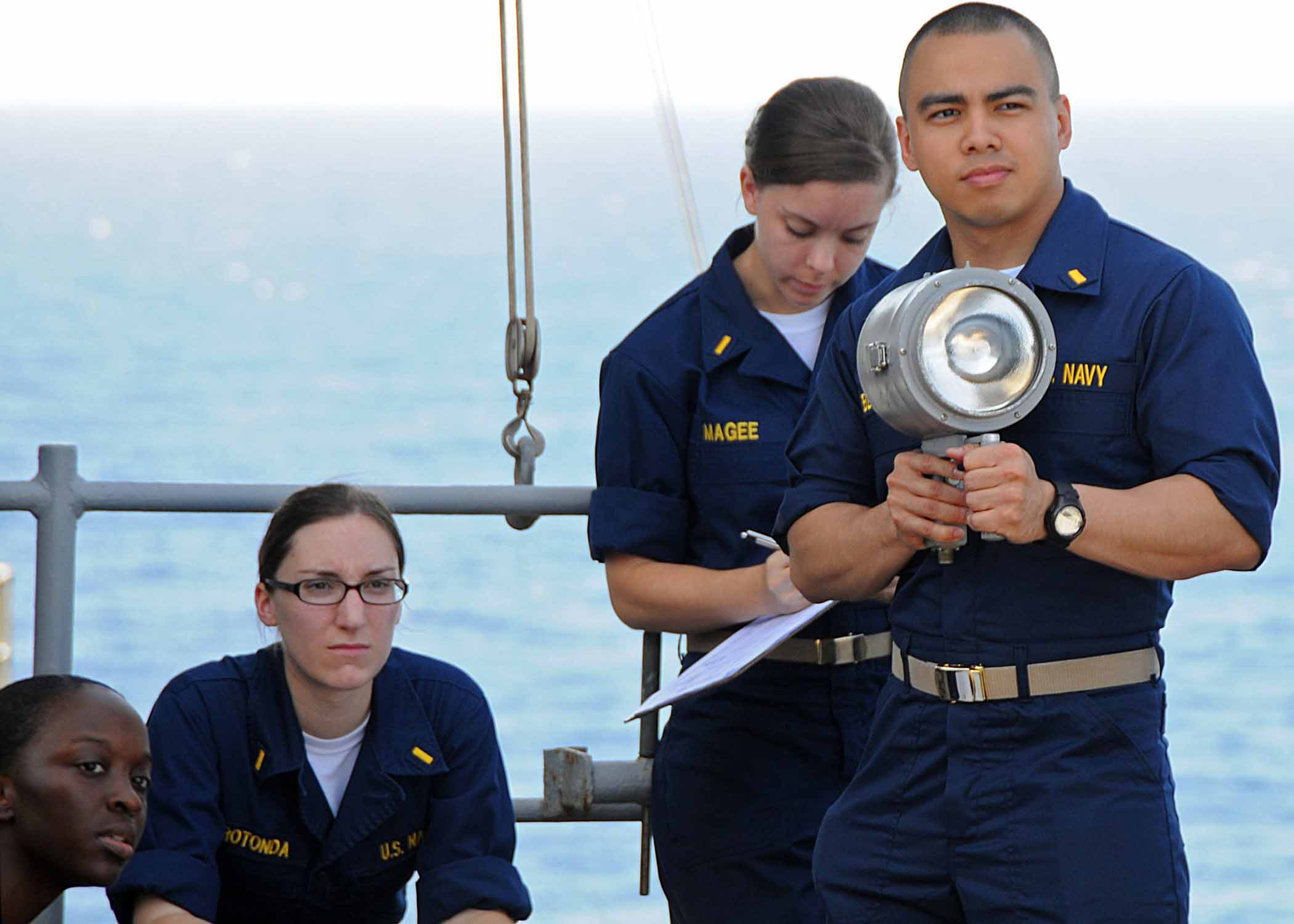
Timoniers s’entrainant à l'utilisation de la lampe Aldis. (US Navy).

## Historique

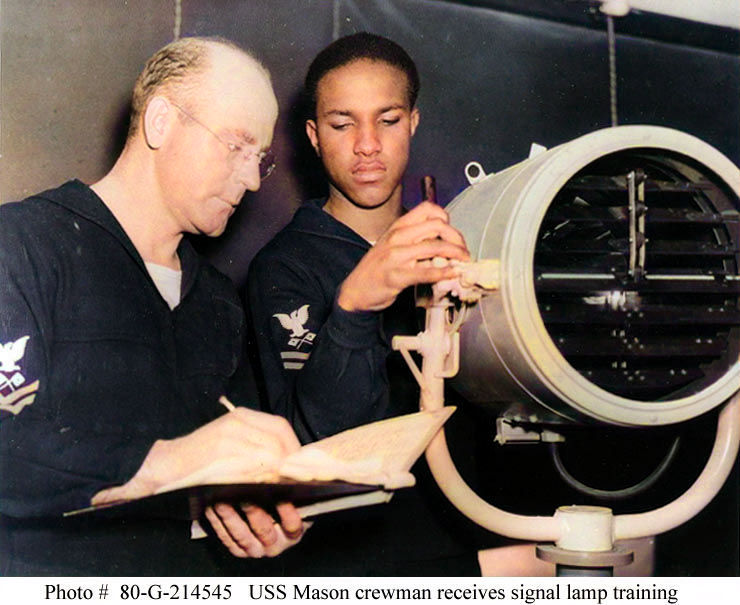
Projecteur de Scott permettant d'envoyer des signaux en morse lumineux. Seconde Guerre mondiale.

La lampe Aldis fut inventée au début du XXe siècle par Arthur Cyrille Webb Aldis et largement utilisée dans le monde entier et durant tout le siècle, pour la transmission par signaux lumineux, principalement dans la marine marchande et les forces armées. Un fabricant historique et toujours en activité de lampes à signaux est la société britannique Francis.
La radiotélégraphie SCOTT fut développée vers 1898. Le capitaine Sir Percy Moreton Scott à bord du navire HMS Scylla améliora les systèmes radiotélégraphiques existants en plaçant une série de lattes comme pour un store vénitien devant une source lumineuse ; lorsque l’opérateur appuie sur une touche, ces lattes tournent en laissant passer la lumière, masquée quand la touche est relâchée. »

## Aspects techniques
Pour faciliter la transmission de caractères codés en Morse, la lampe Aldis possède, plutôt qu'un interrupteur classique, une gâchette à retour automatique. En SCOTT (l'acronyme Français): Système de Communication Optique Tout Temps, la plupart des lampes Aldis doivent être reliées au secteur (ou au circuit principal d'un navire), mais certains modèles de taille plus petite (proches de la lampe torche) peuvent posséder une batterie. La portée moyenne d'un instrument de taille normale est de 8 milles marins.
La puissance d'une lampe Aldis est d'environ 50 W.
Certains modèles forment les signaux par l'allumage et l'extinction intermittents de l'ampoule, alors que d'autres utilisent un système de volets amovibles que l'on relève et rabat pour transmettre les caractères codés. Il semble que l'on trouve plus fréquemment le premier type dans le milieu de l'aviation et le second dans celui de la marine.

## Utilisation de la lampe Aldis aujourd'hui
La lampe Aldis a gardé deux usages principaux.

### Utilisation de la lampe Aldis en aviation

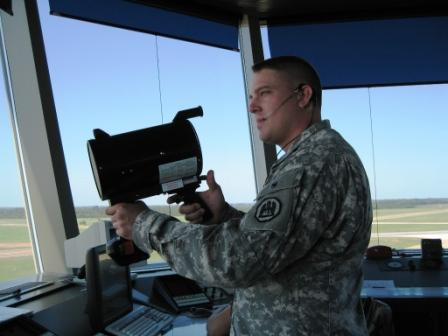
Un contrôleur de la circulation aérienne utilisant un projecteur aldis lumineux pour le contrôle des aéronefs durant une panne radio.

Dans le domaine de l'aviation civile et militaire, la lampe Aldis peut être utilisée par la tour de contrôle pour communiquer avec un aéronef à vue, par exemple pour lui donner des instructions de décollage ou d'atterrissage en cas de panne radio. Les messages transmis par la tour de contrôle utilisent deux couleurs (vert et rouge) et suivent le code ci-dessous.
À un aéronef en vol :
- feu vert continu = "vous pouvez atterrir"
- série d'éclats verts = "revenez et atterrissez"
- feu rouge continu = "cédez le passage à un autre aéronef mais soyez prêt à atterrir ultérieurement"
- série d'éclats rouges = "n'atterrissez pas sur cet aérodrome"

À un aéronef au sol :
- feu vert continu = "vous pouvez décoller"
- série d'éclats verts = "vous pouvez circuler"
- feu rouge continu = "cessez de circuler"
- série d'éclats rouges = "quittez la piste d'atterrissage"

### Utilisation de la lampe Aldis pour la communication maritime

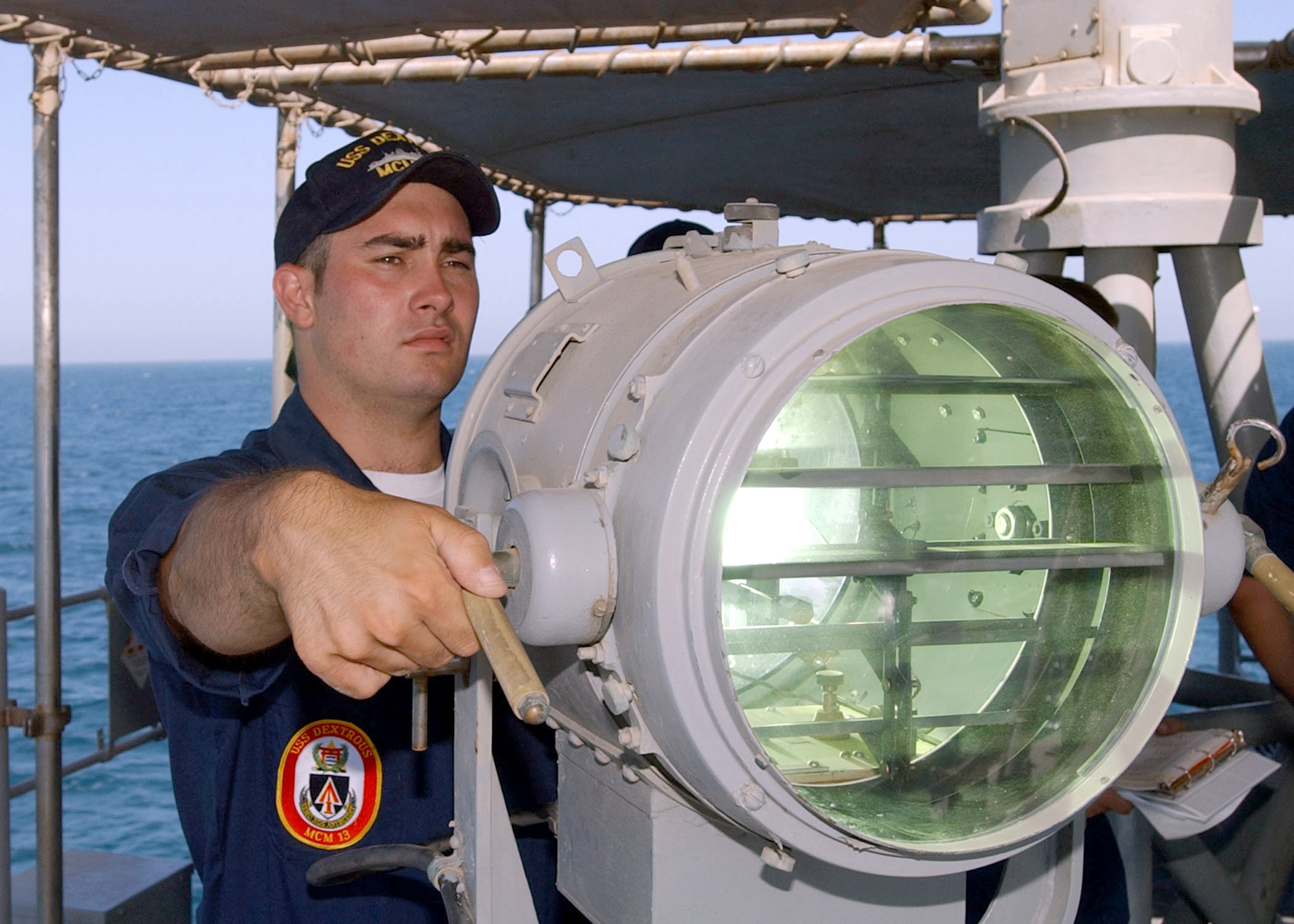
Timonier transmettant un message en Scott au moyen d'un projecteur de transmission. US Navy.

La convention internationale Solas impose à tous les navires de posséder un système permettant la transmission de signaux lumineux. Dans le monde de la marine marchande et militaire, la lampe Aldis est utilisée pour les communications en morse lumineux durant les périodes de silence radio ou en cas de panne radio. Les communications ne peuvent s'établir ainsi qu'entre navires en vue ou entre la côte et les navires suffisamment proches. La distance entre la station émettrice et réceptrice ne doit pas excéder 8 milles marins (soit environ 15 kilomètres). Cependant la nuit, dans le but d'augmenter la portée on peut utiliser la diffusion des signaux lumineux par réflexion sur les nuages bas, lesdits signaux peuvent alors être vus à plusieurs dizaines de kilomètres.
Un navire en situation de détresse peut également se servir de la lampe Aldis pour se signaler à un aéronef, voire pour communiquer avec celui-ci suivant les codes reconnus internationalement (SOS en morse, et/ou en signifiant une situation précise par une lettre ou un groupe de lettres déterminés de l'alphabet : "T" - pour "nous avons compris vos instructions", "RPT" .-. .--. - pour "nous n'avons pas compris" (répétez), "N" -. pour "nous ne sommes pas en mesure de suivre vos consignes", etc.).